# Rhododendron kuratanum
Rhododendron kuratanum är en ljungväxtart som beskrevs av Sadamoto Watanabe. Rhododendron kuratanum ingår i släktet rododendron, och familjen ljungväxter. Inga underarter finns listade i Catalogue of Life.